# Raja equatorialis
Raja equatorialis är en rockeart som beskrevs av Jordan och Charles Harvey Bollman 1890. Raja equatorialis ingår i släktet Raja och familjen egentliga rockor. IUCN kategoriserar arten globalt som otillräckligt studerad. Inga underarter finns listade i Catalogue of Life.